# 流山市立新川小学校
流山市立新川小学校（ながれやましりつしんかわしょうがっこう）は、千葉県流山市中野久木339に所在する公立小学校。

## 概要
千葉県流山市の市立小学校の一校である。現在の児童数が非常に少なく、流山市小規模特認校に指定されている。

## 歴史
| 明治 ６． ２        | 深井小学校、西深井村不動堂に創立                            |
| ６． ４             | 南小学校、南村西善院に創立 深井小学校、西深井村浄観寺に移転 |
| ２０． ４           | 西深井小学校を平方村福性寺に移転し、平方尋常小学校となる    |
| ２２． ４           | 平方尋常小学校、南小学校を合併し新川尋常小学校となる        |
| ３６． ４           | 現在地中野久木に校舎新築峻工                                |
| 昭和 ２６． ４． １ | 江戸川町立新川小学校と改称                                  |
| ２７． ４． １      | 流山町立新川小学校と改称                                    |
| ３７． ７．２８     | 学校プール竣工                                              |
| ３８． ４． １      | 特殊学級開設                                                |
| ４２． １． １      | 流山市立新川小学校と改称                                    |
| ４４． ３．２４     | 体育館完成                                                  |
| ４６．１１． １     | 千葉県教育委員会より教育功労学校賞受賞                      |
| ４８．１１． ３     | 全国健康優良学校賞受賞                                      |
| ４９． ４． １      | 東深井小学校分離開校 １74名転学                             |
| ５２． ４． １      | 西初石小学校分離開校 466名転学                              |
| ５４． ４． １      | 西深井小学校分離開校 492名転学                              |
| ５８． ４． １      | 創立110周年記念式典挙行                                     |
| 平成 ４． ９． ７   | 体育館・正門改築                                            |
| １０．１４          | コンピュータ室設置                                          |
| ６． ９． １        | 図書室、閲覧室設置、青空学級改装                            |
| １１．１７          | 千葉県教育委員会より学校体育優良学校賞受賞                  |
| ９． １．２９       | 千葉県教育委員会より健康教育優良学校賞受賞                  |
| １１． ８．３１     | 災害用井戸設置                                              |
| １３． ３． ７      | インターネット接続工事                                      |
| １１． ２           | 流山市教育委員会研究指定学校 算数科公開研究会               |
| １４． ４． １      | 千葉県学力向上推進研究校に指定される                        |
| １５． ４． １      | 文部科学省より学力向上フロンティアスクールの指定を受ける    |
| １１．２１          | 学力向上フロンティアスクール授業公開                        |
| １１．２９          | 創立130周年記念イベント                                     |
| １７． ２． ４      | 学力向上フロンティアスクール公開研究会                      |
| ９． １             | 第２校舎耐震補強工事                                        |
| １９． ８．         | 体育館耐震工事                                              |
| ２１． ３．２６     | 千葉県教育奨励賞受賞                                        |
| ７．                | 第３校舎耐震工事                                            |
| １１． ２           | 千葉県教育功労賞受賞                                        |
| ２４． ７～９       | 校地校舎の除染完了                                          |
| ２６． ２．２５     | 創立１４０周年記念講演 （山崎直子元宇宙飛行士）             |
| ２７． ７～９       | 空調工事                                                    |
| １０                | 太陽光パネル設置工事                                        |
| ２８．１２          | 芸術鑑賞会(千葉交響楽団）                                   |
| ２９．１２          | 芸術鑑賞会(劇団夢団）                                       |
| ３０．１０          | 全国学校給食甲子園 関東代表選出                             |
| １１．６            | 流山市ミニバスケットボール大会 男子 優勝                    |
| １１．３０          | 芸術鑑賞会(千葉交響楽団）                                   |
| ３１． ２．１７     | 流山市小学生ヘルスバレーボール大会 優勝                     |
| 令和 元．１１．２９ | 芸術鑑賞会（劇団歌舞人）                                    |
| １２                | 子ども県展県教育長賞受賞                                    |
| ２．１              | 県小中学校書き初め展 優良賞受賞                             |

## アクセス
・東武鉄道 野田線（東武アーバンパークライン） 江戸川台駅西口から徒歩約13分ほど
・京成バス　中野久木停留所から徒歩１分ほど
　　松71　　南流山駅北口行74
　　松71　　＜南流山駅南口、船戸経由＞松戸駅行き
　　松73　　＜南流山駅南口、日大歯科経由＞松戸駅ゆき　
　　松74　　＜南流山駅南口経由＞松戸営業所行
　　松74　　＜南流山駅南口経由＞松戸駅行